# Eurysphindus hirtus
Eurysphindus hirtus är en skalbaggsart som beskrevs av Leconte 1878. Eurysphindus hirtus ingår i släktet Eurysphindus och familjen slemsvampbaggar. Inga underarter finns listade i Catalogue of Life.